# レイアップ
株式会社レイアップは、東京都渋谷区に本社を置き、オリジナルキャラクターの企画・立案・製作などを行う日本の企業。
1997年にゲームメーカーのバリエとソネット・コンピュータエンタテインメントを吸収合併している。

## 主な発売タイトル
バンプレスト
- スーパーロボット大戦シリーズ
  - 第4次スーパーロボット大戦（スーパーファミコン） - オリジナルメカデザイン
  - スーパーロボット大戦F（プレイステーション、セガサターン） - ゲストメカデザイン、オリジナルキャラクターデザイン、SDキャラ原画、パッケージ・取扱説明書
  - スーパーロボット大戦F完結編（プレイステーション、セガサターン） - オリジナルキャラデザイン、SDキャラ原画、パッケージ解説書

バリエ
- トップライダー（ファミリーコンピュータ）

- 空気を入れて膨らませるビニール製の子供乗用専用エアバイク（構造自体は浮き輪と同じもの）が同梱されており、ゲームセンターの体感バイクゲーム的にエアバイクを体全体で動かし、画面の自車を操作する雰囲気が体感出来る。（エアバイクにはハンドルコントローラーが付いており、自車は本当はこのコントローラーだけ操作できるのでエアバイクは「飾り」。耐荷重は60㎏までとなっている。）

- グランドマスター（ファミリーコンピュータ）
- 中嶋悟 F1ヒーロー（ファミリーコンピュータ、ゲームボーイ、メガドライブ、スーパーファミコン）
- ヴイナス戦記（ファミリーコンピュータ）
- 遊人 雀獣学園（スーパーファミコン）
- パティームーン（スーパーファミコン）
- NAGE LIBRE 静寂の水深（スーパーファミコン）
- NAGE LIBRE 螺旋の相剋（プレイステーション）
- スターダストスープレックス（スーパーファミコン）
- 新日本プロレスリング 超戦士 IN 闘強導夢（スーパーファミコン）
- 新日本プロレスリング'94 バトルフィールド IN 闘強導夢（スーパーファミコン）
- 新日本プロレスリング'95 闘強導夢バトルセブン（スーパーファミコン）

ソネット・コンピュータエンタテインメント
- ときめき麻雀パラダイス（3DO、セガサターン）
- ときめきカードパラダイス (PC-FX)
- ときめき麻雀グラフィティ(セガサターン）
- ナイトゥルースシリーズ（プレイステーション、セガサターン）

- シリーズ1作目『ナイトゥルース 闇の扉』
- シリーズ2作目『ナイトゥルース maria』
- シリーズ3作目『ナイトゥルース 二つだけの真実』

レイアップ
- 秘・宝・王〜もうお前とは口きかん!!（プレイステーション）
- ユニバーサルナッツ（プレイステーション、セガサターン）
- ゴン太のおきらく大冒険（ゲームボーイカラー）
- 超時空要塞マクロス トゥルーラブソング（ワンダースワン）
- SDガンダムウォーズ (PC)

## サイト運営
- キャラパル